# آلن دوراند
آلن دوراند (انگلیسی: Alain Durand؛ زادهٔ ۲۶ ژوئن ۱۹۶۷) بازیکن فوتبال اهل فرانسه است.